# Леон, Адриана
Адриана Кристина Леон (англ. Adriana Kristina Leon; род. 2 октября 1992[…], Миссиссога, Онтарио) — канадская футболистка, вингер американского клуба «Сан-Диего Уэйв» и сборной Канады. Олимпийская чемпионка (2020).

## Ранние годы
Леон родилась в Миссиссоге, Онтарио, выросла в Мейпл и переехала с семьей в Кинг-Сити в 2010 году в возрасте 16 лет. Её большая семья владеет контрольным пакетом акций канадского мебельного магазина Leon’s. Леон начал заниматься фигурным катанием, а затем начал заниматься хоккеем в возрасте 10 лет, сыграв семь сезонов на уровне Midget AA. В своём последнем сезоне она выиграла титул Провинциальной женской хоккейной лиги и золотую медаль на провинциальном чемпионате Женской хоккейной ассоциации Онтарио с командой «Торонто Эрос», в которую также входили будущие игроки сборной Канады по хоккею с шайбой Джил Солнье и Эрин Эмброуз. Во время учёбы в школе Каунтри Дэй Леон играла в футбол, волейбол и регби, заработав награду MVP команды по регби в 2009 году. Она играла в юношеский футбол за команды «Воан», «Брамс Юнайтед» и «Миссиссога Фэлконс». В 2009 году Леон входил в состав сборной Онтарио, завоевавшей бронзу на Летних играх в Канаде и став лучшим бомбардиром турнира, забив семь голов в каждом из пяти матчей.

## Клубная карьера

### «Бостон Брейкерс» (2013)
В преддверии первого сезона НЖФЛ 2013 года Леон была включена в список 16 футболисток, субсидируемых канадскими федерациями в рамках первоначального распределения игроков NWSL. Её отправили в команду «Бостон Брейкерс». Будучи неиспользованной заменой в первом матче команды, Леон дебютировала на профессиональном уровне 27 апреля 2013 года, заменив на 84-й минуте Сидни Леру в выездной победе над «Уэстерн Нью-Йорк Флэш» (2:1). Свой первый гол она забила 1 июня в проигрышном матче от «Скай Блю» (1:5).

### «Чикаго Ред Старз»
29 июня 2013 года «Бостон Брейкерс» обменяли Леон в «Чикаго Ред Старз» в обмен на Кармелину Москато. За три сезона за «Чикаго» она сыграла 35 матчей, забивая по одному голу в каждом из трёх сезонов.

### «Уэстерн Нью-Йорк Флэш»
В ноябре 2015 года «Уэстерн Нью-Йорк Флэш» приобрёл Леон вместе с Эбби Эрцег и 9-й выбор на драфте колледжа НЖФЛ 2016 года в обмен на Уитни Энген и выбор в четвертом раунде драфта колледжа NWSL 2017 года. В сезоне 2016 года она сыграла 10 матчей и в августе покинула клуб.

### «Цюрих»
30 августа 2016 года Леон перешла в швейцарский клуб «Цюрих». Она провела пять матчей в чемпионате, не забив, но показала несколько выдающихся результатов в других соревнованиях. Она забила гол и сделала три голевых передачи в победной игре над «Люцерном» (5:0) во втором раунде Кубка Швейцарии, а затем снова забила в следующем раунде, когда «Цюрих» обыграл «Вальперсвиль» со счетом 8:1. 5 октября 2016 года Леон сыграл главную роль в победе в 1/8 финала Лиги чемпионов над австрийским клубом «Штурм» (6:0), оформив хет-трик и сделав ещё три результативные передачи. 1 декабря 2016 года было объявлено, что Леон и клуб по обоюдному согласию расторгли контракт, чтобы она могла вернуться в Северную Америку.

### «Бостон Брейкерс» (2017)
30 января 2017 года было объявлено, что Леон вернётся в «Бостон Брейкерс» перед сезоном 2017 года. Она была названа Игроком недели НЖФЛ дважды в течение сезона: на третьей неделе за игру против «Сиэтл Рейн» (3:0), где забила гол и сделала две голевые передачи, и на 21 неделе за гол и результативную передачу в победе над «Вашингтон Спирит» (3:0). Леон приняла участие во всех 24 матчах «Бостон Брейкерс» в 2017 году, забив в общей сложности шесть голов.

### «Скай Блю»
«Брейкерс» прекратил свою деятельность до начала сезона 2018 года, а игроки были перераспределены внутри лиги посредством драфта НЖФЛ 2018 года. Леон была выбрана во втором раунде клубом «Скай Блю». Прежде чем её обменяли, она дважды выходила за команду с замены.

### «Сиэтл Рейн»
12 июня 2018 года Леон был обменян в «Сиэтл Рейн» в обмен на выбор в четвёртом раунде драфта колледжа НЖФЛ 2019 года. В 2018 году Леон провела шесть матчей за «Сиэтл», включая один выход в стартовом составе, прежде чем клуб решил не сохранять за ней права перед сезоном 2019 года.

### «Вест Хэм Юнайтед»
12 января 2019 года Леон подписала контракт с английским клубом «Вест Хэм Юнайтед». Этот шаг воссоединил Леона с Мэттом Бирдом, который был её главным тренером в «Бостоне». В своём дебютном сезона она сыграла 10 матчей во всех соревнованиях, забив три гола, в том числе два в победной игре над «Блэкберн Роверс» (3:1) в четвертом раунде Кубка Англии. «Вест Хэм» впервые в истории клуба вышел в финал турнира, но проиграл там «Манчестер Сити» со счетом 0:3, где Леон отыграла полные 90 минут. В следующем сезоне Леон стала лучшим бомбардиром «Вест Хэма» в лиге, забив пять голов до того, как розыгрыш был сокращен из-за пандемии COVID-19. 29 июня 2022 года «Вест Хэм» объявил, что Леон решила покинуть клуб по истечении срока её контракта. Всего она сыграла 59 матчей во всех соревнованиях и забила 12 голов.

### «Манчестер Юнайтед»
4 июля 2022 года Леон подписала двухлетний контракт с «Манчестер Юнайтед». Она дебютировала за клуб 17 сентября 2022 года, заменив Люсию Гарсию на 64-й минуте в первой игре сезона против «Рединга» (4:0). Свой первый гол забил на третьей игровой неделе 16 октября в домашней победе над «Брайтон энд Хоув Альбион» (4:0). Леон сыграла в девяти играх во всех соревнованиях, в том числе пять — в национальном чемпионате (все с замены), и забила три гола. Сообщается, что в январе её взяли в аренду в «Милан», а затем позже предложили нескольким клубам Английской Суперлиги, но «Юнайтед» застопорил, и ни одна из этих сделок не была завершена вовремя. Главный тренер Марк Скиннер подтвердил, что исключил её из команды, потому что ей нужно было совершенствоваться, чтобы заработать место в «действительно конкурентоспособной команде», и организовал для неё дополнительные тренировки.

#### Аренда в «Портленд Торнс»
13 апреля 2023 года, нуждаясь в игровом времени, сыграв два матча с начала года, Леон была отдана в аренду в американски клуб «Портленд Торнс» на оставшуюся часть сезона 2022/2023, до 30 июня 2023 года. До истечения срока аренды она провела за клуб пять матчей в лиге и два матча в кубках.

### «Астон Вилла»
11 сентября 2023 года «Астон Вилла» анонсировал о подписании двухлетнего контракта с Леон. Свой первый гол за клуб она забила в ноябре 2023 года, помогая одержать победу над «Вест Хэм Юнайтед». Сыграв в 18 матчах и забив 5 голов в своем первом сезоне за «Астон Виллу», она столкнулась с трудностями получения игрового времени под руководством тренера Роберта де Пау. После ухода де Пау, Леон добилась большего успеха и оформила дубль во втором выходе на поле в стартовом составе в этом году.

### «Сан-Диего Уэйв»
24 февраля 2025 года было объявлено, что Леон присоединилась к «Сан-Диего Уэйв» из НЖФЛ на основе двухлетнего контракта. Она дебютировала в клубе в первом матче сезона, выйдя на замену вместо Киры Карузы во втором тайме игры против «Эйнджел Сити» (1:1). В следующем матче, победном матче против «Юта Роялс», Леон впервые вышла в стартовом составе и забила свой первый гол за «Уэйв». 26 апреля она записала на свой счет первую результативную передачу в НЖФЛ, помогая Кимми Асканио забить свой первый гол на профессиональном уровне. В конце мая она оформила дубль в победном матче против «Норт Каролина Кураж» (5:2), что помогло «Сан-Диего» установить новый клубный рекорд по количеству забитых голов в одном матче и продлить непобедимую серию до шести игр. Её выступление в матче впоследствии было отмечено наградами «Игрок недели» и «Гол недели» НЖФЛ. 13 июня, в выездной игре против «Хьюстон Дэш», Леон сыграла свой сотый матч регулярного сезона национальной лиги. Она забила гол в матче, завершившемся победой со счётом 3:2, став 11-м игроком лиги, который сделал это в сотом матче.

## Карьера за сборную

### Молодёжные
Леон представляла молодёжную сборную Канаду (до 20 лет) на чемпионате КОНКАКАФ в 2010 году, начав в стартовом составе все три победные игры групповой стадии. Проигрыш в полуфинале от Мексики со счетом 0:1 в дополнительное время и дальнейшее поражение от Коста-Рики со счетом 0:1 в матче за третье место означало, что Канада не смогла пройти квалификацию на чемпионат мира 2010 года среди девушек до 20 лет.
В 2012 году Леон не вошла в финальный состав на молодёжный чемпионат КОНКАКАФ 2012 года. Второе место позволило Канаде принять участие на молодёжном чемпионате мира 2012 года, а Леон была включена в состав на турнир в Японии. Она оформила хет-трик в первом тайме победной игры над Аргентиной (6:0), но поражения от Норвегии и Северной Кореи выбили команду из группового этапа.

### Национальная
В январе 2013 года Леон впервые была вызвана в национальную сборную Канады на товарищеский турнир четырех наций 2013 года. Она дебютировала 12 января, выйдя в стартовом составе в матче против сборной Китая (1:0) и забив единственный гол в матче. На турнире она отыграла полные 90 минут во всех трёх играх. Она участвовала в 16 из 17 матчей, сыгранных Канадой в 2013 году, забив три гола.
В 2015 году Леон была включена в состав на домашний чемпионат мира. На турнире она дебютировала 6 июня, заменив Мелиссу Танкреди на 77-й минуте матча открытия против Китая. Чжао Жун сфолила на Адриане в штрафной площади в добавленное время, что принесло Канаде право на пенальти, который реализовала Кристин Синклер, а канадки выиграли со счётом 1:0. Леон сыграла в 4 из 5 матчах Канады, дойдя со сборной до стадии четвертьфинала, где уступили Англии.
Борясь за форму и игровое время на клубном уровне, Джон Хердман исключил Леон от участия в международных соревнований в 2016 году, сначала исключив её из олимпийского квалификационного чемпионата КОНКАКАФ 2016 года, а затем и из самих летних Олимпийских игр, где Канада выиграла матч за бронзовые медали у Бразилии. Она вернулась в НЖФЛ в 2017 году, и её выступления за «Бостон» принесли ей возвращение в национальную сборную. В 2017 году она забила в трёх из шести матчах за сборную.
На чемпионате КОНКАКАФ 2018 года Леон забила шесть голов (в том числе четыре в игре против Кубы) и заняла второе место в гонке за «золотую бутсу» турнира, отстав на один гол от Алекс Морган из США.
25 мая 2019 года она была включена в состав на чемпионате мира 2019 года во Франции. Она трижды выходила с замены с общей продолжительностью 58 минут. Канада дошла до 1/8 финала, где проиграла Швеции.
В августе 2021 года она была включена в состав сборной на отложенные летние Олимпийские игры 2020 года. Она участвовала в пяти из шести игр, забив гол на групповом этапе в ничейном матче против Великобритании (1:1). В четвертьфинале она успешно реализовала свой пенальти в серии против Бразилии, Леон подошла к ещё одному пенальти в матче за золотую медаль, но нанесла удар, который отбила Хедвиг Линдаль. Несмотря на это, Канада выиграла серию со счетом 3:2.
В 2022 году Леон сыграла во всех пяти матчах чемпионата КОНКАКАФ 2022 года, включая один выход в стартовом составе, и забила гол в победном полуфинальном матче над Ямайкой (3:0). В финале Канада проиграла США со счетом 0:1, а Леон вышла на замену на 67-й минуте. Леон также сыграл решающую роль в двух сентябрьских товарищеских матчах Канады против Австралии, проведенных в преддверии чемпионата мира по футболу следующего года, который последняя будет проводить. Она забила все три гола сборной в победах со счетами 1:0 и 2:1.
После сезона, в котором Леон была ограниченна игровым временем, возникли вопросы о её форме перед чемпионатом мира 2023 года. Во втором матче групповой стадии против Ирландии Леон забила победный гол (свой первый гол на чемпионате мира). Это оказался единственный гол, забитый канадками в трёх матчах команды на турнире. Леон провела свой 100-й международный матч в первой игре плей-оффа олимпийской квалификации КОНКАКАФ против Ямайки. Она забила свой 30-й гол за сборную в добавленное время и помогла Канаде одержать победу со счетом 2:0.
Открывая 2024 год на первом розыгрыше Золотого кубка КОНКАКАФ, Леон оформила дубль в первом матче группового этапа против Сальвадора, а затем хет-трик — в ворота Парагвая. Канада дошла до полуфинала, где менее чем минуту до конца дополнительного времени, при счете 2:1 в пользу американок, Леон было поручено реализовать пенальти. Она забила свой шестой гол в турнире, переведя игру в серию послематчевых пенальти, но не смогла там забить, и Канада проиграла со счётом 1:3 в серии. Она выиграла «Золотую бутсу» как лучший бомбардир турнира и вошла в символическую сборную этого розыгрыша. В комментариях СМИ впоследствии отмечалось, что Леон «претендовала» на роль стартового нападающего команды после ухода Кристин Синклер.
Леон была включена в состав сборной на летние Олимпийские игры 2024 в Париже.

## Статистика

### Клубная
| Клуб                    | Сезон      | Лига           | Лига  | Лига | Кубок | Кубок | Кубок лиги | Кубок лиги | Плей-офф | Плей-офф | Континент | Континент | Итог  | Итог |
| Клуб                    | Сезон      | Дивизион       | Матчи | Голы | Матчи | Голы  | Матчи      | Голы       | Матчи    | Голы     | Матчи     | Голы      | Матчи | Голы |
| ----------------------- | ---------- | -------------- | ----- | ---- | ----- | ----- | ---------- | ---------- | -------- | -------- | --------- | --------- | ----- | ---- |
| Бостон Брейкерс         | 2013       | НЖФЛ           | 6     | 1    | —     | —     | —          | —          | —        | —        | —         | —         | 6     | 1    |
| Чикаго Ред Старз        | 2013       | НЖФЛ           | 10    | 1    | —     | —     | —          | —          | —        | —        | —         | —         | 10    | 1    |
| Чикаго Ред Старз        | 2014       | НЖФЛ           | 20    | 1    | —     | —     | —          | —          | —        | —        | —         | —         | 20    | 1    |
| Чикаго Ред Старз        | 2015       | НЖФЛ           | 5     | 1    | —     | —     | —          | —          | 0        | 0        | —         | —         | 5     | 1    |
| Чикаго Ред Старз        | Итог       | Итог           | 35    | 3    | 0     | 0     | 0          | 0          | 0        | 0        | 0         | 0         | 35    | 3    |
| Уэстерн Нью-Йорк Флэш   | 2016       | НЖФЛ           | 10    | 0    | —     | —     | —          | —          | 0        | 0        | —         | —         | 10    | 0    |
| Цюрих                   | 2016/17    | Националлига A | 5     | 0    | 2     | 2     | —          | —          | —        | —        | 4         | 3         | 11    | 5    |
| Бостон Брейкерс         | 2017       | НЖФЛ           | 24    | 6    | —     | —     | —          | —          | —        | —        | —         | —         | 24    | 6    |
| Скай Блю                | 2018       | НЖФЛ           | 2     | 0    | —     | —     | —          | —          | —        | —        | —         | —         | 2     | 0    |
| Сиэтл Рейн              | 2018       | НЖФЛ           | 6     | 0    | —     | —     | —          | —          | 0        | 0        | —         | —         | 6     | 0    |
| Вест Хэм Юнайтед        | 2018/19    | Суперлига      | 6     | 1    | 4     | 2     | 0          | 0          | —        | —        | —         | —         | 10    | 3    |
| Вест Хэм Юнайтед        | 2019/20    | Суперлига      | 11    | 5    | 0     | 0     | 5          | 1          | —        | —        | —         | —         | 16    | 6    |
| Вест Хэм Юнайтед        | 2020/21    | Суперлига      | 13    | 1    | 0     | 0     | 4          | 0          | —        | —        | —         | —         | 17    | 1    |
| Вест Хэм Юнайтед        | 2021/22    | Суперлига      | 13    | 2    | 2     | 0     | 1          | 0          | —        | —        | —         | —         | 16    | 2    |
| Вест Хэм Юнайтед        | Итог       | Итог           | 43    | 9    | 6     | 2     | 10         | 1          | 0        | 0        | 0         | 0         | 59    | 12   |
| Манчестер Юнайтед       | 2022/23    | Суперлига      | 5     | 1    | 1     | 0     | 3          | 2          | —        | —        | —         | —         | 9     | 3    |
| Портленд Торнс (аренда) | 2023       | НЖФЛ           | 5     | 0    | —     | —     | 2          | 0          | —        | —        | —         | —         | 7     | 0    |
| Астон Вилла             | 2023/24    | Суперлига      | 18    | 5    | 1     | 0     | 3          | 1          | —        | —        | —         | —         | 22    | 6    |
| Астон Вилла             | 2024/25    | Суперлига      | 11    | 3    | 1     | 0     | 3          | 0          | —        | —        | —         | —         | 15    | 3    |
| Астон Вилла             | Итог       | Итог           | 29    | 8    | 2     | 0     | 6          | 1          | 0        | 0        | 0         | 0         | 37    | 9    |
| Сан-Диего Уэйв          | 2025       | НЖФЛ           | 4     | 1    | 0     | 0     | 0          | 0          | 0        | 0        | 0         | 0         | 4     | 1    |
| Общий итог              | Общий итог | Общий итог     | 174   | 29   | 11    | 4     | 21         | 4          | 0        | 0        | 4         | 3         | 210   | 40   |

1. ↑  Кубок Швейцарии и Кубок Англии
2. ↑  Кубок Английской футбольной лиги and Кубок челлендж НЖФЛ
3. ↑  Плей-офф НЖФЛ
4. ↑  Лига чемпионов УЕФА

### Сборная
| Сборная | Год  | Матчи | Голы |
| ------- | ---- | ----- | ---- |
| Канада  | 2013 | 16    | 3    |
| Канада  | 2014 | 9     | 1    |
| Канада  | 2015 | 13    | 1    |
| Канада  | 2016 | 0     | 0    |
| Канада  | 2017 | 6     | 3    |
| Канада  | 2018 | 10    | 6    |
| Канада  | 2019 | 9     | 1    |
| Канада  | 2020 | 3     | 4    |
| Канада  | 2021 | 12    | 4    |
| Канада  | 2022 | 14    | 5    |
| Канада  | 2023 | 13    | 3    |
| Канада  | 2024 | 16    | 10   |
| Канада  | 2025 | 8     | 3    |
| Итог    | Итог | 129   | 44   |

### Голы за сборную
| №   | Дата             | Место                                            | Соперник          | Счёт | Результат            | Турнир                               |
| --- | ---------------- | ------------------------------------------------ | ----------------- | ---- | -------------------- | ------------------------------------ |
| 1.  | 12 января 2013   | Юнчуань, Чунцин, Китай                           | Китай             | 1:0  | 1:0                  | Турнир четырёх наций 2013            |
| 2.  | 30 октября 2013  | Стадион Содружества, Эдмонтон, Канада            | Республика Корея  | 3:0  | 3:0                  | Товарищеский матч                    |
| 3.  | 12 декабря 2013  | Национальный стадион, Бразилиа, Бразилия         | Шотландия         | 1:0  | 2:0                  | Международный футбольный турнир 2013 |
| 4.  | 7 марта 2014     | ГСЗ, Ларнака, Кипр                               | Италия            | 2:0  | 3:1                  | Кубок Кипра 2014                     |
| 5.  | 13 января 2015   | Шэньчжэнь, Шэньчжэнь, Китай                      | Мексика           | 1:0  | 2:1                  | Турнир четырёх наций 2015            |
| 6.  | 8 июня 2017      | Виннипег, Виннипег, Канада                       | Коста-Рика        | 3:1  | 3:1                  | Товарищеский матч                    |
| 7.  | 9 ноября 2017    | Би-Си Плэйс, Ванкувер, Канада                    | США               | 1:1  | 1:1                  | Товарищеский матч                    |
| 8.  | 28 ноября 2017   | Муниципальный стадион, Марбелья, Испания         | Норвегия          | 3:2  | 3:2                  | Товарищеский матч                    |
| 9.  | 8 октября 2018   | Эйч Эй Би Стэдиум, Эдинберг, США                 | Куба              | 1:0  | 12:0                 | Чемпионат КОНКАКАФ 2018              |
| 10. | 8 октября 2018   | Эйч Эй Би Стэдиум, Эдинберг, США                 | Куба              | 3:0  | 12:0                 | Чемпионат КОНКАКАФ 2018              |
| 11. | 8 октября 2018   | Эйч Эй Би Стэдиум, Эдинберг, США                 | Куба              | 7:0  | 12:0                 | Чемпионат КОНКАКАФ 2018              |
| 12. | 8 октября 2018   | Эйч Эй Би Стэдиум, Эдинберг, США                 | Куба              | 9:0  | 12:0                 | Чемпионат КОНКАКАФ 2018              |
| 13. | 11 октября 2018  | Тойота Стэдиум, Фриско, США                      | Панама            | 6:0  | 7:0                  | Чемпионат КОНКАКАФ 2018              |
| 14. | 11 октября 2018  | Тойота Стэдиум, Фриско, США                      | Панама            | 7:0  | 7:0                  | Чемпионат КОНКАКАФ 2018              |
| 15. | 18 мая 2019      | Бимо Филд, Торонто, Канада                       | Мексика           | 3:0  | 3:0                  | Товарищеский матч                    |
| 16. | 29 января 2020   | Эйч Эй Би Стэдиум, Эдинберг, США                 | Сент-Китс и Невис | 2:0  | 11:0                 | Квалификация на ОИ 2020              |
| 17. | 29 января 2020   | Эйч Эй Би Стэдиум, Эдинберг, США                 | Сент-Китс и Невис | 5:0  | 11:0                 | Квалификация на ОИ 2020              |
| 18. | 29 января 2020   | Эйч Эй Би Стэдиум, Эдинберг, США                 | Сент-Китс и Невис | 7:0  | 11:0                 | Квалификация на ОИ 2020              |
| 19. | 29 января 2020   | Эйч Эй Би Стэдиум, Эдинберг, США                 | Сент-Китс и Невис | 11:0 | 11:0                 | Квалификация на ОИ 2020              |
| 20. | 27 июля 2021     | Касима, Касима, Япония                           | Великобритания    | 3:0  | 3:0                  | ОИ 2020                              |
| 21. | 23 октября 2021  | Ти-ди Плэйс Стэдиум, Оттава, Канада              | Новая Зеландия    | 4:1  | 5:1                  | Товарищеский матч                    |
| 22. | 23 октября 2021  | Ти-ди Плэйс Стэдиум, Оттава, Канада              | Новая Зеландия    | 5:1  | 5:1                  | Товарищеский матч                    |
| 23. | 26 октября 2021  | Стад Сапуто, Монреаль, Канада                    | Новая Зеландия    | 1:0  | 1:0                  | Товарищеский матч                    |
| 24. | 14 июля 2022     | Университарио, Сан-Николас-де-лос-Гарса, Мексика | Ямайка            | 3:0  | 3:0                  | Чемпионат КОНКАКАФ 2022              |
| 25. | 2 сентября 2022  | Лэнг Парк, Брисбен, Австралия                    | Австралия         | 1:0  | 1:0                  | Товарищеский матч                    |
| 26. | 6 сентября 2022  | Сиднейский футбольный стадион, Сидней, Австралия | Австралия         | 1:1  | 2:1                  | Товарищеский матч                    |
| 27. | 6 сентября 2022  | Сиднейский футбольный стадион, Сидней, Австралия | Австралия         | 2:1  | 2:1                  | Товарищеский матч                    |
| 28. | 11 ноября 2022   | Вила Белмиро, Сан-Паулу, Бразилия                | Бразилия          | 2:0  | 2:1                  | Товарищеский матч                    |
| 29. | 26 июля 2023     | Перт Овал, Перт, Австралия                       | Ирландия          | 2:0  | 2:1                  | ЧМ 2023                              |
| 30. | 22 сентября 2023 | Парк независимости, Кингстон, Ямайка             | Ямайка            | 2:0  | 2:0                  | Квалификация на ОИ 2024              |
| 31. | 1 декабря 2023   | Старлайт Стэдиум, Лэнгфорд, Канада               | Австралия         | 5:0  | 5:0                  | Товарищеский матч                    |
| 32. | 22 февраля 2024  | Шелл Энерджи Стэдиум, Хьюстон, США               | Сальвадор         | 3:0  | 6:0                  | Золотой кубок КОНКАКАФ 2024          |
| 33. | 22 февраля 2024  | Шелл Энерджи Стэдиум, Хьюстон, США               | Сальвадор         | 4:0  | 6:0                  | Золотой кубок КОНКАКАФ 2024          |
| 34. | 25 февраля 2024  | Шелл Энерджи Стэдиум, Хьюстон, США               | Парагвай          | 1:0  | 4:0                  | Золотой кубок КОНКАКАФ 2024          |
| 35. | 25 февраля 2024  | Шелл Энерджи Стэдиум, Хьюстон, США               | Парагвай          | 3:0  | 4:0                  | Золотой кубок КОНКАКАФ 2024          |
| 36. | 25 февраля 2024  | Шелл Энерджи Стэдиум, Хьюстон, США               | Парагвай          | 4:0  | 4:0                  | Золотой кубок КОНКАКАФ 2024          |
| 37. | 6 марта 2024     | Снэпдрэгон Стэдиум, Сан-Диего, США               | США               | 2:2  | 2:2 (д.в.; 1:3 с.п.) | Золотой кубок КОНКАКАФ 2024          |
| 38. | 9 апреля 2024    | Лоуэр-дот-ком Филд, Колумбус, США                | США               | 1:0  | 2:2 (4:5 с.п.)       | SheBelieves Cup 2024                 |
| 39. | 9 апреля 2024    | Лоуэр-дот-ком Филд, Колумбус, США                | США               | 2:2  | 2:2 (4:5 с.п.)       | SheBelieves Cup 2024                 |
| 40. | 1 июня 2024      | Стад Сапуто, Монреаль, Канада                    | Мексика           | 1:0  | 2:0                  | Товарищеский матч                    |
| 41. | 3 декабря 2024   | Пинатар Арена, Сан-Педро-дель-Пинатар, Испания   | Республика Корея  | 5:1  | 5:1                  | Товарищеский матч                    |
| 42. | 22 февраля 2025  | Пинатар Арена, Сан-Педро-дель-Пинатар, Испания   | Мексика           | 2:0  | 2:0                  | Кубок Пинатар 2025                   |
| 43. | 31 мая 2025      | Принцесс Авто Стэдиум, Виннипег, Канада          | Республика Гаити  | 1:0  | 4:1                  | Товарищеский матч                    |
| 44. | 31 мая 2025      | Принцесс Авто Стэдиум, Виннипег, Канада          | Республика Гаити  | 2:0  | 4:1                  | Товарищеский матч                    |

## Достижения

### «Вест Хэм Юнайтед»
- Финалистка Кубка Англии: 2018/19

### Сборная
- Победительница летних Олимпийских игр: 2020
- Финалистка Чемпионата КОНКАКАФ: 2018, 2022

### Индивидуальные
- Лучший бомбардир Золотого кубка КОНКАКАФ: 2024
- Член символической сборной Золотого кубка КОНКАКАФ: 2024